# Suzuki GSX-RR
A Suzuki GSX-RR é um protótipo de corrida que começou a ser desenvolvido em 2012, começando a ser produzido em 2014 e a competir em MotoGP no Grande Prêmio da Comunidade Valenciana de 2014.